# 프랑스 풍경식 정원

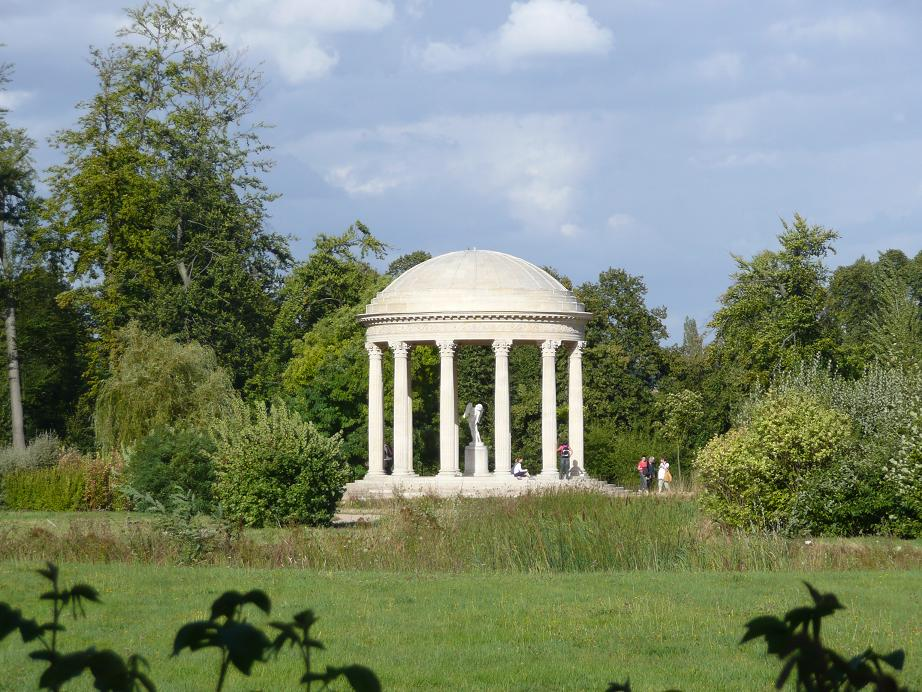
프랑스 풍경식 정원의 모습

프랑스 풍경식 정원(프랑스어: jardin anglais, jardin à l'anglaise, jardin paysager, jardinpittoresque, jardin anglo-chinois)은 이상적인 낭만적인 풍경과 허버트 로버트, 클로드 로랭 및 니콜라 푸생의 그림, 중국 정원에 대한 유럽의 생각과 장자크 루소의 철학에서 영감을 받은 정원 스타일이다. 이 스타일은 18세기 초 잉글랜드 조경 정원으로 영국에서 시작되었으며, 18세기 후반과 19세기 초에 프랑스로 확산되어 단단하게 깎이고 기하학적인 프랑스식 정원(jardin à la)을 점차 대체했다.